# Dulha Mil Gaya
Dulha Mil Gaya är en bollywoodfilm från 2010. Filmen är regisserad av Mudassar Aziz.

## Handling
Casanova Tej pappa avlider i testamentet står det att han måste gifta sig med Samarpreet Kapoor och att äktenskapet måste vara i tio år annars går han miste om arvet.

## Om filmen
Filmen hade premiär den 8 januari 2010 i Indien, Irland, Kanada och USA.

## Rollista
- Sushmita Sen – Shimmer Canhai
- Fardeen Khan – Tej S. Dhanraj/Donsai
- Ishita Sharma – Samarpreet Kapoor/Samara Capore
- Shah Rukh Khan – Pawan Raj Gandhi/PRG
- Suchitra Pillai-Malik – Jasmine Kelson
- Howard Rosemeyer – Lotus
- Mohit Chadha – Jigar
- Parikshat Sahni – Ratandeep Kapoor/Bade Pa
- Beena Kak – Gurnaam Kapoor/Tai Ji
- Tara Sharma – Tanvi
- Johnny Lever – Hussain Bhai
- Farid Currim – Sam
- Pratap Faujdan – taxichauffören
- Mohammad S. Hyderabadwala – Benson
- Randhir Kapoor – Surajratan Dhanraj
- Anushka Manchandani – Shyla
- Vivek Vaswani – Vakil

### Webbkällor
- Dulha Mil Gaya på Internet Movie Database (engelska)